# ダニエル・ディアス (サッカー選手)
ダニエル・アルベルト・ディアス（Daniel Alberto Díaz, 1979年3月13日 - ）は、アルゼンチン・カタマルカ州サン・フェルナンド・デル・バジェ・デ・カタマルカ出身の元同国代表サッカー選手。現役時代のポジションはディフェンダー。
愛称の「カタ」は出身がカタマルカであることに由来している。

## 経歴

### クラブ
地元カタマルカのクラブからCAロサリオ・セントラルに引き抜かれ2000年にデビューを飾る。2003年にはメキシコのクルス・アスルへと移籍するが、CAコロン監督だったアルフィオ・バシーレからのラブコールに応えるため1シーズンで退団。そのコロンでの活躍が認められ、ボカ・ジュニアーズとCAリーベル・プレートからオファーを受けるが、バシーレが新監督として就任したボカへの移籍を即決する。バシーレが去った後もボカ不動のセンターバックとして活躍。
2007年7月4日、リーガ・エスパニョーラのヘタフェCFへ移籍し、ディフェンス陣の要として不動の地位を築いた。2010-11シーズンのヘタフェは37節を終えて16位と低迷していたが、最終節のレアル・ソシエダ戦 (1-1) では先制点を挙げ、降格したデポルティーボ・ラ・コルーニャと勝ち点1差での残留に貢献した。2012年6月15日、アトレティコ・マドリードへの移籍が決定した。
2016年7月23日、セグンダ・ディビシオンに降格したヘタフェに1年契約で復帰した。同年11月から1か月間は膝の負傷により離脱したが、リーグ戦34試合に出場しクラブの1年でのプリメーラ・ディビシオン復帰に貢献した。シーズン終盤以降は出場機会を失いつつあったが、翌シーズン開幕直後に自身の妻がホセ・ボルダラス監督へ対する批判を展開し退団が報じられた。
2017年9月1日、セグンダ・ディビシオンBのCFフエンラブラダに移籍することが発表された。
2019年2月1日にいったん現役引退を表明したが撤回し、CAヌエバ・チカゴに加入した。
2019年11月29日に再度現役引退を表明し、ボカ・ジュニアーズのリザーブチームのコーチに就任。
2020年9月に現役復帰し、CDモストレスURJCに加入。2021年5月23日に現役引退を表明した。

### 代表
アルゼンチン代表経験は少ないが、アルゼンチン代表元監督のバシーレとの関係は深い。ディエゴ・マラドーナ監督の下でも招集されている。2009年6月6日のワールドカップ予選・コロンビア戦で代表初ゴール。

## タイトル
ボカ・ジュニアーズ
- プリメーラ・ディビシオン : 2005-06A, 2005-06C, 2015
- コパ・アルヘンティーナ : 2014-15
- コパ・リベルタドーレス : 2007
- コパ・スダメリカーナ : 2005
- レコパ・スダメリカーナ : 2005, 2006

アトレティコ・マドリード
- UEFAスーパーカップ : 2012
- コパ・デル・レイ : 2012-13

個人
- 南米年間ベストイレブン : 2006